# Cristian Terheș
Cristian Terheș (n. 4 decembrie 1978, Zalău, Sălaj, România) este un politician român ales europarlamentar pentru România din partea Partidului Social Democrat (PSD) în 2019 și reales în 2024 din partea Alianței pentru Unirea Românilor (AUR).
În primul mandat de europarlamentar a migrat la Partidul Național Țărănesc Creștin Democrat, după ce a fost ales pe lista Partidului Social Democrat.

## Biografie
A studiat teologia la Universitatea "Babeș-Bolyai" din Cluj-Napoca. Apoi a studiat jurnalismul la Fullerton College și a lucrat la Santiago Canyon College, ambele din statul american California. S-a stabilit în Irvine, din California, și a devenit cleric al Bisericii Greco-Catolice Române, dar a lucrat și ca analist de afaceri.

## Cariera politică
El a fost implicat în politica românească, în special în opoziție cu PSD-ul aflat la guvernare, pe care l-a numit corupt . A devenit celebru în 2012, când a făcut parte din campania pentru referendum privind demiterea președintelui României Traian Băsescu. În Congresul SUA a făcut lobby pentru președinte, care s-a opus social-democraților. În 2014, s-a opus alegerii președintelui social-democrat Victor Ponta ca președinte.
În 2016, a devenit comentator regulat la postul de televiziune Antena 3 și la România TV. În același timp, el a devenit un susținător al Partidului Social Democrat aflat la guvernare, iar apoi s-a înscris în PSD; în comentariile sale publice a susținut suspendarea președintelui PNL Klaus Iohannis. În referendumul constituțional din România 2018, el a susținut interzicerea căsătoriilor homosexuale. După eșec, el s-a temut că "agenda homosexuală din România va deveni mai violentă".

### Candidatura la alegerile pentru Parlamentul European din 2019
În 2019 s-a clasat pe locul al patrulea pe lista Partidului Social Democrat pentru Parlamentul European și a fost ales membru al Parlamentului European.
În mai 2020, el și-a declarat tranziția către grupurile PNȚCD-ului și al Conservatorilor și Reformiștilor Europeni.

După blocarea aderării României la Spațiul Schengen de către Austria și Țările de Jos, în 2022, în Consiliul Justiție și Afaceri Interne (JAI), Terheș a declarat:
Vedem cum o țară se folosește și ea de dreptul pe care-l are, dreptul de veto, pentru a bloca în acest spațiu în care toate rapoartele Comisiei Europene, de 11 ani, spun că îndeplinim condițiile de intrare în Schengen. Eu întreb: România și-a schimbat legile justiției, codurile penale, făcute tot de trădătorul Cătălin Predoiu, a renunțat la foarte multe lucruri, și-a vândut resursele de la suprafață și din subteran, pădurile sunt luate de austrieci, petrolul de austrieci. Efectiv suntem jupuiți, jefuiți pe față de austrieci, de ani de zile... Inclusiv ministrul Virgil Popescu de la PNL e susținut de austrieci.
S-a alăturat PNȚCD-ului în mai 2020 și apoi a devenit membru al Mișcării Politice Creștine Europene. Din octombrie 2022, a devenit membru al partidului AUR.
La 1 decembrie 2023 , Cristian Terheș s-a înscris în Partidul Național Conservator Român (PNCR), iar la 10 decembrie 2023, a fost ales președinte al PNCR în cadrul Congresului Național extraordinar care s-a desfășurat la Zalău.

### Candidatura la alegerile prezidențiale din 2024
Pe 27 noiembrie 2024 Președintele Partidului Național Conservator Român, Cristian Terheș, a anunțat, miercuri, că a contestat la Curtea Constituțională rezultatul alegerilor prezidențiale și a cerut anularea primul tur de scrutin pe motiv că reprezentanții USR au continuat campania electorală după ce era interzis de lege și s-au înregistrat nereguli în privința voturilor acordate lui Ludovic Orban, ceea ce a influențat ordinea candidaților clasați pe locurile doi și trei.